# Кілометр за годину
Кілометри за годину (км/год, km/h) — позасистемна одиниця вимірювання швидкості. Об'єкт, який рухається зі швидкістю 1 км/год, долає за одну годину один кілометр. Вимірювання швидкості у км/год частіше вживається у порівнянні з м/с, оскільки легше сприймається людиною, зокрема водіями транспортних засобів.

## Деякі швидкості у км/год
- 5 км/год — пішохід
- 25 км/год — велосипедист
- 574,8 км/год — один із найшвидших швидкісних поїздів
- 900 км/год — авіалайнер
- 1193 км/год — швидкість звуку в повітрі при температурі 20 °C
- 300000 км/с — швидкість світла у вакуумі

## Перерахунок між км/год та іншими одиницями
- 1 км/год ≈ 0,27778 м/с ≈ 0,62137 милі/год ≈ 0,51444 вузла
- 1 м/с = 3,6 км/год (точно)
- 1 миля/год ≈ 1,6093 км/год
- 1 вузол = 1,852 км/год (точно)
- 1 фут на секунду = 1,09728 км/год